# アン・マリー
アン・マリー（Anne-Marie、1991年4月7日 - ）は、イギリスのシンガーソングライター。ショーン・ポールと共にクリーン・バンディットにフィーチャリングされた「Rockabye」および「Alarm」、「Ciao Adios」、「Friends」、そして「2002」で全英シングルチャート入りを果たしている。

## 生い立ち
イングランドのエセックスで生まれた。父はアイルランド出身で、母はエセックス出身である。9歳の頃から松濤館流空手を習っていて、黒帯を取得している。國際松濤館空手道連盟による世界大会で2002年に優勝している。13歳まで姉の影響によりパフォーマンス・アート・スクールに通い歌やダンス、演劇などを学んでいた。 10代後半はサロックにあるPalmer's Collegeに通っていた。

## 経歴

### 2013年 - 2016年: キャリアの始まり
2013年にソロでロケット・レコードへのデモ曲として「Summer Girl」を歌った。このデモ曲を聞いたエド・シーランに注目される。ボーカル担当が脱退した後のルディメンタルの目にとまり、ボーカルの代わりを依頼される。ルディメンタルのアルバム『ウィー・ザ・ジェネレイション』内の4曲でフィーチャリングされる。その中のWill Heardと共にフィーチャリングされた「Rumor Mill」という曲で全英シングルチャート67位に入る。その後2年間、ルディメンタルのツアーに同行した。
2015年6月10日にデビューEP『Karate』をリリースする。

### 2016年 - 現在: アルバム『スピーク・ユア・マインド』
2016年5月20日にデビューアルバムの中のファーストシングル「Alarm」を発表する。初週は全英シングルチャートで76位であったが1ヶ月後に最高位が13位に達した。2016年10月にクリーン・バンディットの「Rockabye」にジャマイカのラッパーであるショーン・ポールと共にフィーチャリングされ9週間1位を獲得し、クリスマスの時も全英シングルチャートで1位を獲得する。その後2018年、マシュメロとコラボした「Friends」が全英シングルチャートで最高4位、アメリカのビルボードで11位を獲得した。2018年4月20日にデビュー・アルバム『スピーク・ユア・マインド』がリリースされた。

## ツアー

### ソロ・ツアー
- アン・マリー ライブ (2016年)
- 2018 イギリス・ヨーロッパツアー (2018年)
- スピーク・ユア・マインド ツアー (2018年 - 2019年)

### サポート・ツアー
- エド・シーランの ÷ ツアー (2017年 - 2018年)

## 日本公演
- 2019年 スピーク・ユア・マインド ツアー

4月15日、4月16日 恵比寿リキッドルーム

## ディスコグラフィ

### スタジオ・アルバム
| 年   | タイトル                                 | アルバム詳細                                                                          | チャート最高位 | チャート最高位 | チャート最高位 | チャート最高位 | チャート最高位 | チャート最高位 | チャート最高位 | チャート最高位 | チャート最高位 | チャート最高位 | 認定                                                                                  |
| 年   | タイトル                                 | アルバム詳細                                                                          | UK             | AUS            | AUT            | CAN            | GER            | IRL            | ITA            | NZ             | SWI            | US             | 認定                                                                                  |
| ---- | ---------------------------------------- | ------------------------------------------------------------------------------------- | -------------- | -------------- | -------------- | -------------- | -------------- | -------------- | -------------- | -------------- | -------------- | -------------- | ------------------------------------------------------------------------------------- |
| 2018 | スピーク・ユア・マインド Speak Your Mind | - 発売日：2018年4月27日 - レーベル：アサイラム・レコード - フォーマット：CD、音楽配信 | 3              | 18             | 14             | 16             | 24             | 4              | 78             | 31             | 10             | 31             | ブリット・アワード 2017 ブリティッシュ・ブレイクスルー・アクトを含む4部門にノミネート |
| 2021 | セラピー Therapy                         | - 発売日：2021年7月23日 - レーベル：アサイラム・レコード - フォーマット：CD、音楽配信 | 2              | ー             | 15             | ー             | 22             | 4              | ー             | 36             | 36             | ー             |                                                                                       |